# بيغ توم
بيغ توم (بالإنجليزية: Big Tom) هو مغني أيرلندي، ولد في 18 سبتمبر 1936 في Castleblayney ‏ في جمهورية أيرلندا، وتوفي في 17 أبريل 2018 في دروغيدا في جمهورية أيرلندا.

## وصلات خارجية
- بيغ توم على موقع ميوزك برينز (الإنجليزية)
- بيغ توم على موقع ديسكوغز (الإنجليزية)